# 盆菜

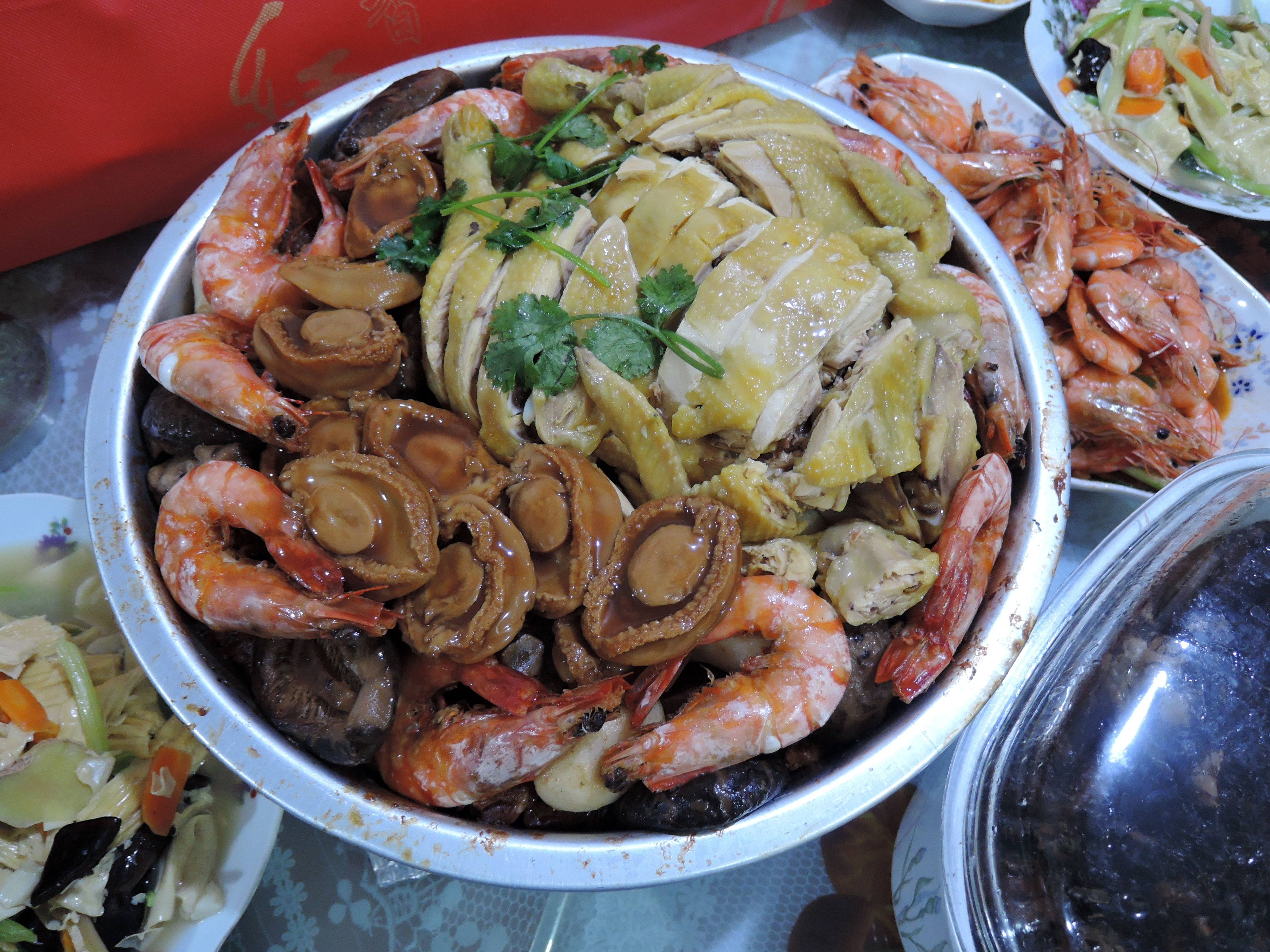
盆菜の例

盆菜（ぼんさい、プンチョイ、Poon Choi）は広東や香港の正月料理。

## 概要
もともとは客家の料理（客家料理）、祝いの料理であり、客家の中で広東に定住した一族から広まったとされる。
大きな鍋に食材をぎっしり詰め、特製の濃厚なスープを注いで火にかけて温めて、具材を取り分けて食する。具材はそれぞれに下ごしらえを済ませ、必要な食材には味を染み込ませる調理も行っておく。
かつては正月（旧正月）前に手間と時間をかけて食材の準備をしていたが、最近はレストランやホテルから購入したり宅配依頼をすることも一般的となっている。

## 材料
使用される食材には特に決まりはない。
一般的に使用される食材には鶏肉、豚肉、豚の皮、イカ、湯葉、大根、ブロッコリーなどがあるが、大きなエビ、魚の浮袋、髮菜（髪の毛のような海藻）、牡蠣、乾燥ウナギなども使われ、高級食材であるアワビ、ナマコ、フカヒレや毛肚（牛の胃の一部）が使われることもある。
客人をもてなす料理であるため、伝統的には安価な野菜はあまり使用されない。
盆菜の見た目は茶色のみで、簡単な調理方法のようにも見えるが、実際には個々の具材をそれぞれ炒める、揚げる、焼く、蒸す、煮るといった具材ごとの調理法で火加減を調整しながら調理していき、最後に大きな器に盛り付ける。

## 食べ方
基本的な食べ方としては、ひとつのテーブルに1つの盆菜を置き、テーブルに座っている人だけで盆菜を食する。
伝統的な食べ方のマナーとしては、何層にも重なる食材はかき混ぜずに上から順に食べていくのだが、現在ではかき混ぜることも許容されており、味が染み込んだ大根を底から取り出して先に食べることもある。

## 起源
盆菜の起源には諸説あるが、以下にそのうちの2つを記す。
- 南宋末期の軍人・政治家の文天祥（1236年 - 1283年）は、南宋がモンゴル帝国に滅ぼされたときに現在の深圳市あたりまで逃げてきた。村人たちが保存していた豚肉、大根、魚やエビなどありったけの食材を木の器に盛って差し出したことが始まり[2]。
- 南宋末期に宋の皇帝が敵軍から逃げ出し、現在の香港元朗区にたどり着いた際に、元朗の村民が貴重な食物を木の器に盛って献上した[2]。